# میلانو (تگزاس)
میلانو، تگزاس (به انگلیسی: Milano, Texas) یک شهر در ایالات متحده آمریکا با جمعیت ۴۰۰ نفر است که در تگزاس واقع شده‌است.

## موقعیت جغرافیایی
موقعیت جغرافیایی شهرها و مناطق اطراف به شرح زیر است: